# داتاران بندرايا جوهور باهرو
داتاران بندرايا جوهور باهرو أو ساحة مدينة جوهور باهرو هي الساحة الرئيسية في جوهور باهرو، جوهور، ماليزيا. تم بناؤه في 1 يناير 1994 بعد إعلان جوهر بهرو كمدينة. تتميز ساحة المدينة ببرج الساعة الذي تم بناؤه بعد فترة وجيزة من افتتاح الساحة. يتم استخدام الساحة في كثير من الأحيان للأحداث الرسمية، وكذلك المسابقات الرياضية. وفي الليل تتحول المنطقة إلى منطقة لتناول الطعام.